# Кашина Коломбара (Бреша)
Кашина Коломбара је насеље у Италији у округу Бреша, региону Ломбардија.
Према процени из 2011. у насељу је живело 20 становника. Насеље се налази на надморској висини од 150 м.